# Danzel
Danzel (nascido Johan Waem, Beveren, Bélgica, 9 de novembro de 1976) é um músico belga de House, Techno e Dance, que chegou ao número 11 na UK Singles Chart em Novembro de 2004 com "Pump It Up".
Em 2006 ele tentou representar a Polônia com "Undercover" na Eurovision Song Contest com a ajuda de Greg Johns.

## Albums

### The Name Of The Jam (2004)
1. "You Are All Of That"
2. "Pump It Up"
3. "He No D'Samba"
4. "The Tabledancer"
5. "Broom"
6. "Money"
7. "Happy Days"
8. "Nu Nu"
9. "The Feeling Is So Right"
10. "Wonderland"
11. "Downtown"
12. "Home Again"

### Unlocked (2008)
1. "Don't Leave Me With The Light On" 3:46
2. "You Spin Me Round (Like A Record)" 3:16
3. "Clap Your Hands" 3:12
4. "My Arms Keep Missing You" 3:04
5. "Legacy" 4:13
6. "My Direction" 3:36
7. "Undercover" 3:03
8. "Jump" 3:12
9. "Blue" 3:31
10. "Heaven Is A Part Of Me" 3:12
11. "Dancin' Schoez" 3:35
12. "Turn On My Own" 3:14
13. "Shame" 2:56
14. "Unlocked" 3:22
15. "What Is Life" 4:13

## Singles

### You Are All Of That
1. You Are All of That (Radio Edit) 3:07
2. You Are All of That (Club Mix) 7:10

CD-Maxi (Suécia)
1. You Are All Of That (Radio Edit)
2. You Are All Of That (Extended Mix)
3. You Are All Of That (Club Mix)
4. You Are All Of That (NBG Remix)
5. You Are All Of That (Video)

Vinyl (Alemanha)
1. You Are All Of That (Profanation Needs Da Money)
2. You Are All Of That (Global Deejays Mix)
3. You Are All Of That (Profanation Bashes The Trash)
4. You Are All Of That (Club Mix)

CD-Maxi (Alemanha)
1. You Are All Of That (Radio Edit)
2. You Are All Of That (Profanation Need's Da Money Edit)
3. You Are All Of That (Global Deejays Mix)
4. Pump It Up! (Radio Edit)
5. You Are All Of That (Video)

### Pump It Up
1. Pump It Up (UK Radio Edit) 2:32
2. Pump It Up (Jerry Ropero & Dennis The Menace Remix) 7:08
3. Pump It Up (Highpass Remix) 8:34
4. Pump It Up (NBG Remix) 6:57
5. Downtown 3:41

Todos os Remixes:
1. Pump It Up (Uniting Nations Remix)
2. Pump It Up (NBG Remix)
3. Pump It Up (Gladiator Remix)
4. Pump It Up (Alex K Klubbed Up Mix)
5. Pump It Up (Extended Mix)
6. Pump It Up (Highpass Remix)
7. Pump It Up (Highpass Dub)
8. Pump It Up (Acappella)
9. Pump It Up (Radio Edit)
10. Pump It Up (UK Radio Edit)
11. Pump It Up (Jerry Ropero & Denis The Menace Remix)
12. Pump It Up (Saint Remix)
13. Pump It Up (Crowd Remix)
14. Pump It Up (Funky Junction & Joao Da Silva Iberican Dub Mix)
15. Pump It Up (Funky Junction & FC Nond Stone Remix)
16. Pump It Up (Funky Junction & Joao Da Silva Iberican Vocal Mix)
17. Pump It Up (Mixmaster Splashfunk Remix)
18. Pump It Up (Overhead Champion Remix)
19. Pump It Up! (Basic J's R&B Remix)

### Put Your Hands Up In The Air!
1. Put Your Hands Up In the Air! (Radio Edit) 3:29
2. Put Your Hands Up In the Air! (Extended Mix) 6:15
3. Dance Hostess 3:07

CD-Maxi (Denmark)
1. Put Your Hands Up In The Air! (Radio Edit) (3:30)
2. Put Your Hands Up In The Air! (Extended Mix) (6:14)
3. Put Your Hands Up In The Air! (Natural Born Grooves Remix) (7:40)
4. Put Your Hands Up In The Air! (Soho Remix) (6:53)
5. Dance Hostess (3:05)

Vinyl (Germany)
1. Put Your Hands Up In The Air! (Extended Mix) (6:14)
2. Put Your Hands Up In The Air! (Profanation Becomes Famous) (7:37)
3. Put Your Hands Up In The Air! (Natural Born Grooves Mix) (7:39)
4. Put Your Hands Up In The Air! (Profanation Loves The Rabbit) (6:04)

### Home Again
1. Home Again (Radio Edit) 3:52
2. Wondrland 4:38

### My Arms Keep Missing You
As DANZEL vs F.R.A.N.K.
1. My Arms Keep Missing You (Radio Edit) 3:03
2. My Arms Keep Missing You (Extended Mix) 7:46
3. Breaking' Up 5:53

CD-R Promo
1. My Arms Keep Missing You (Radio Edit) (3:05)
2. My Arms Keep Missing You (Extended Mix) (7:44)
3. My Arms Keep Missing You (DJ F.R.A.N.K Edit) (7:42)
4. My Arms Keep Missing You (Squint Remix) (7:12)
5. My Arms Keep Missing You (Groove Cutter Vox Mix) (6:57)
6. My Arms Keep Missing You (Groove Cutter Dub Mix) (6:57)
7. My Arms Keep Missing You (Stompin System Remix) (7:24)

Vinyl
1. My Arms Keep Missing You (Svenson & Barclay Rmx)
2. My Arms Keep Missing You (Extended Mix)
3. My Arms Keep Missing You (F.R.A.N.K.'s Edit)
4. My Arms Keep Missing You (Profanation Mix)

### You Spin Me Round (Like A Record)
1. You Spin Me Round (Like A Record) (Radio Edit)
2. You Spin Me Round (Like A Record) (Extended Mix)
3. You Spin Me Round (Like A Record) (Jax’N F Mix)
4. Ufo 33 (Original Mix)

### Jump
1. Jump (Radio Edit)
2. Jump (NBG Radio Edit)
3. Jump (Extended Mix)
4. Jump (Club Mix)

### Clap Your Hands
1. Clap Your Hands (Radio Mix)
2. Clap Your Hands (Extended Vocal Mix)
3. Clap Your Hands (NBG Clubmix)

## Discografia
Países onde Danzel fez sucesso: Reino Unido (UK), Irlanda (IRE), Austrália (AUS), França (FRA), Alemanha (GER), Estados Unidos (USA), Países Baixos (NL), China (CHN), Japão (JPN), Espanha (SPA), Itália (ITA), e Bélgica (BEL).
| Ano  | Músicas                             | Posições | Posições | Posições | Posições | Posições | Posições | Posições | Posições | Posições | Posições | Posições | Posições |
| Ano  | Músicas                             | UK       | IRE      | AUS      | FRA      | GER      | USA      | NL       | CHN      | JPN      | SPA      | ITA      | BEL      |
| ---- | ----------------------------------- | -------- | -------- | -------- | -------- | -------- | -------- | -------- | -------- | -------- | -------- | -------- | -------- |
| 2003 | "You Are All of That"               | -        | 85       | -        | 34       | 24       | -        | -        | -        | -        | -        | -        | 9        |
| 2004 | Pump It Up!                         | 11       | 8        | 9        | 6        | 4        | 115      | 16       | 9        | 10       | 20       | 9        | 8        |
| 2005 | "Put Your Hands Up in the Air!"     | -        | 40       | 37       | 40       | 52       | -        | -        | 25       | 28       | -        | 43       | 34       |
| 2006 | "My Arms Keep Missing You"          | -        | 104      | 74       | -        | -        | -        | -        | -        | 80       | -        | -        | 15       |
| 2007 | "You Spin Me Round (Like A Record)" | -        | -        | -        | -        | -        | -        | -        | -        | -        | -        | -        | -        |
| 2007 | "Jump"                              | -        | 24       | 2        | -        | -        | -        | -        | 12       | 4        | 6        | 2        | 1        |
| 2008 | "Clap Your Hands"                   |          |          |          |          |          |          |          |          |          |          |          |          |
| 2008 | "What Is Life"                      |          |          |          |          |          |          |          |          |          |          |          |          |
| 2010 | "Under Arrest"                      |          |          |          |          |          |          |          |          |          |          |          |          |